# Foteviksspärren

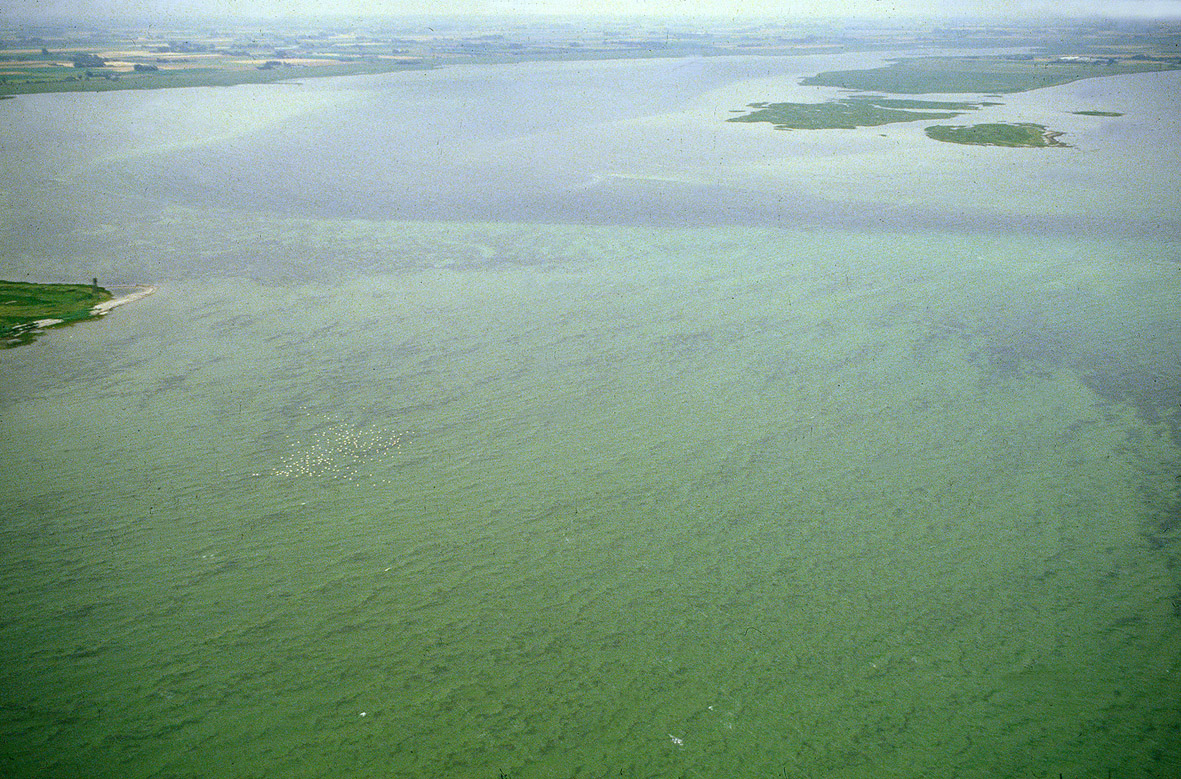
Foteviksspärrens område sett från luften

Foteviksspärren var en vikingatida undervattensspärr som anlagts i mynningen av Foteviken där viken går ut i Höllviken i sydvästra Skåne.
Redan 1967 presenterade den skånske pionjären inom arkeologisk flygfotografering Esse Ericsson sina iakttagelser av en undervattensspärr i Fotevikens mynning ut mot Höllviken. 1981 genomfördes en undervattensarkeologisk undersökning av stenspärren, då ett vrak från sen vikingatid påträffades under densamma. Förnyade undersökningar 1982 gjorde att ytterligare 4 fartyg påträffades. Spärren är uppförd två etapper, en äldre under 980-talet och en yngre från första hälften av 1000-talet. Till den yngre hör ett sänkt skepp som dendrodaterats till 1023 e.Kr.